# 30830 Jahn
30830 Jahn è un asteroide della fascia principale. Scoperto nel 1990, presenta un'orbita caratterizzata da un semiasse maggiore pari a 2,3606214 au e da un'eccentricità di 0,2141551, inclinata di 4,67611° rispetto all'eclittica.
L'asteroide è dedicato al pedagoista tedesco Friedrich Ludwig Jahn.